# Peugeot 806
Peugeot 806 je velkoprostorový vůz vyráběný v letech 1994–2002 jako společný projekt koncernu PSA a Fiatu.

## Popis
Peugeot 806 je konstrukčně shodný s vozy Lancia Zeta, Fiat Ulysse a Citroën Evasion. Liší se jen drobnými detaily (maska chladiče, zadní světla, vybavení interiéru). Byl určen pro přepravu 7–8 osob.
Výroba začala v roce 1994 a byla ukončena v roce 2002, automobil byl nahrazen modelem Peugeot 807.